# Jeûne de la Nativité
Le Jeûne de la Nativité est une période de jeûne et de pénitence observée dans les Églises d'Orient – Églises orthodoxes et Églises catholiques de rite byzantin – en préparation de la Nativité du Christ (25 décembre). Comme l'avent dans l'Église romaine, le jeûne de la Nativité prépare les fidèles à la célébration de Noël. Toutefois, il en diffère en deux aspects : le jeûne oriental dure 40 jours alors que, dans le rite romain, il dure quatre semaines, et six semaines dans le rite ambrosien. Surtout, sa signification est quelque peu différente : le jeûne des Églises d'Orient est centré sur l'Incarnation alors que l'Avent occidental se concentre sur les deux venues (adventus) du Christ au monde : l'Incarnation et la seconde venue ou parousie.
Le jeûne dure du 15 novembre au 24 décembre. On l'appelle parfois Jeûne de Philippe car il commence traditionnellement le jour suivant la fête de l'apôtre Philippe. Quelques Églises, comme l'Église grecque-catholique melkite, ont abrégé le jeûne qui n'y commence que le 10 décembre, où l’Église syriaque orthodoxe, ont abrégé le jeûne qui commence le 15 décembre.

## Le but du jeûne
Par le jeûne, pratiqué avec humilité et repentance, l'Église estime qu'en réfrénant ses besoins de nourriture, le fidèle apprend aussi à contrôler ses autres désirs. Il se rapproche ainsi du Christ et de Dieu. Si le jeûne est physique, l'accent est mis sur l'élévation spirituelle. La théologie byzantine lie le corps et l'esprit : ce qui affecte l'un influence l'autre. Pour l'Église, il ne suffit pas de se priver de nourriture : il faut aussi se priver de colère, d'avidité et de convoitise et l'aumône est un devoir.

## Règles du jeûne

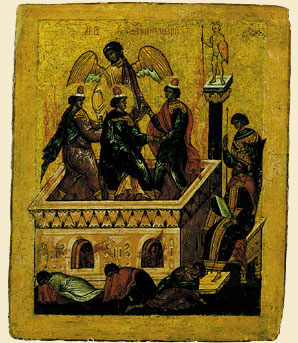
Les trois jeunes hommes dans la fournaise, célébrés lors du Jeûne de la Nativité, en reconnaissance des grâces acquises par le jeûne. Icône du XVe siècle, École de Novgorod.

Le jeûne limite traditionnellement la consommation d'aliments carnés, d'œufs, de poisson, d'huile et de vin. Le poisson, l'huile et le vin sont permis les mardis et jeudis ainsi que lors de certaines fêtes : celles des évangélistes Matthieu (16 novembre) et André (30 novembre), de Barbe la grande martyre (4 décembre), de Nicolas de Myre (6 décembre), de Spyridon de Trimythonte et de Germain d'Alaska (12 décembre) ainsi que d'Ignace d'Antioche (20 décembre).
Le jeûne de la Nativité n'est pas aussi rigoureux que celui de la Dormition. Comme il est d'usage dans le rite byzantin, les malades, les enfants et les vieillards ainsi que les femmes enceintes sont exemptés de jeûne. Les fidèles doivent s'entretenir avec leur confesseur des conditions de leur jeûne et ne doivent jamais s'exposer à un danger physique en le pratiquant.
Il y a quelques ambigüités théologiques quant au terme de poisson : s'agit-il seulement des animaux vertébrés ou de toutes les créatures marines ? Souvent, même lorsque la consommation de poisson est restreinte, les fruits de mer peuvent être consommés. Les détails du jeûne peuvent varier d'une Église à l'autre, mais les règles établissent clairement que la consommation de tous les poissons, y compris les fruits de mer, est restreinte à partir du 20 décembre.
La veille de la Nativité (24 décembre) est un jour de jeûne strict, appelé paramonie (littéralement « assiduité, constance »). Aucune nourriture solide ne doit être absorbée jusqu'à l'apparition de la première étoile du soir (ou, au moins, jusqu'aux Vêpres). Si la paramonie tombe un samedi ou un dimanche, on n'observe pas un jeûne strict et le vin et l'huile sont autorisés après la Divine Liturgie du matin.

## Liturgie

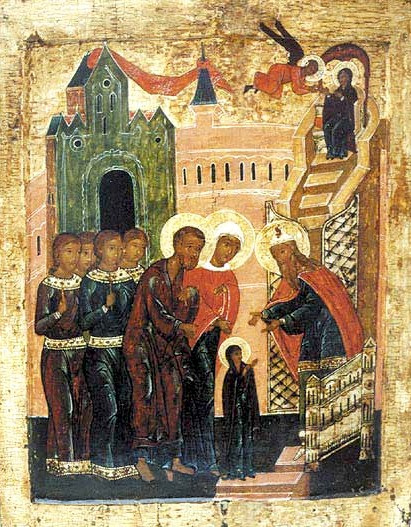
Présentation de Theotokos au Temple (21 novembre), une des grandes fêtes célébrées durant le Jeûne de la Nativité (icône russe du XVIe siècle).

Dans quelques Églises, les offices de semaine, lors du Jeûne de la Nativité, sont similaires aux offices du Grand Carême (avec quelques variantes). Beaucoup d'églises et de monastère dans la tradition de l'Église orthodoxe russe, servent l'office du Grand Carême au moins le premier jour du jeûne. Souvent l'antependium est changé pour afficher la couleur plus sombre du carême.
Au cours du jeûne, plusieurs fêtes célèbrent les prophètes de l'Ancien Testament qui ont prophétisé l'Incarnation, par exemple Abdias (19 novembre), Nahum (1er décembre), Habacuc (2 décembre), Sophonie (3 décembre), Aggée (16 décembre), Daniel et les Trois jeunes hommes (17 décembre). Ceux-ci sont importants non seulement par leur persévérance dans le jeûne, mais parce que, sauvés de la fournaise, ils préfigurent l'Incarnation.
Comme pour les trois autres périodes de jeûne, une grande fête ponctue la période d'abstinence. Il s'agit ici de la Présentation de Theotokos au Temple (21 novembre). On chante des apodoses, c'est-à-dire des hymnes à la Nativité, après la fin de cette fête, les dimanches et lors des autres fêtes.

### Préparation de la Nativité
La préparation de la Nativité commence le 20 décembre et se conclut le 24 décembre par la paramonie. Durant cette période, on chante chaque jour des hymnes à la Nativité. Dans l'Église orthodoxe russe, l'antépendium est changé le 20 décembre pour arborer une couleur festive, usuellement le blanc.

### Dimanche des Ancêtres
Les deux dimanches précédant la Nativité, on commémore le souvenir des ancêtres de l'Église, à la fois avant et après le rappel des Dix Commandements.
Le menaion contient un répertoire d'hymnes pour ce jour chantées avec les autres hymnes des dimanches contenus dans l'octoechos. Ces hymnes commémorent différentes figures bibliques, dont Daniel et les Trois Jeunes hommes. Lors de la Divine Liturgie, on lit des épîtres spéciales : Colossiens (Col 3,4-11)  et Luc (Lc 14,16-24).

### Dimanche des Saints Pères
Ce dimanche avant la Nativité célèbre encore plus largement que le dimanche précédent tous ceux qui, de la Genèse à Joseph surent plaire à Dieu. Le menaion est encore plus riche pour ce dimanche que pour le dimanche des Ancêtres. Aux Vêpres, on lit trois paraboles de l'Ancien Testament : Genèse (Gn 14,14-20) et Deutéronome (Dt 1,18-17 ; Dt 10,14-21). L'épître lue à la fin de la Divine Liturgie est composée d'extraits de l'épître aux Hébreux (He 11,9-40), et de la généalogie du Christ dans l'évangile de Matthieu (Mt 1,1-25).

### Paramonie
La veille de Noël est appelée traditionnellement paramonie (grec ancien : παραμόνιμος, paramonimos, « assidu, constant » ; slavon d'église : navechérié). Le jeûne y est observé strictement par ceux des fidèles qui en sont capables : ils s'abstiennent de toute nourriture solide jusqu'à l'apparition de la première étoile de nuit, quoiqu'ils puissent consommer du vin et de l'huile. Les Heures royales sont célébrées le matin. Quelques hymnes sont communes avec celles de l'Épiphanie et du Vendredi saint, reliant ainsi la Nativité du Christ à sa mort sur la Croix. Les Heures royales sont suivies par la Divine Liturgie de saint Basile qui combine les Vêpres avec la Divine Liturgie.
Durant les Vêpres, on lit huit paraboles de l'Ancien Testament qui préfigurent l'Incarnation et l'on chante des antiennes spéciales. Si la Nativité tombe un dimanche ou un lundi, les Heures royales sont dites le vendredi qui précède ; on célèbre la Liturgie de Saint Jean Chrysostome au matin et le jeûne est allégé : un repas d'huile et de vin est servi après la Liturgie.
Les Vigiles nocturnes du 24 décembre comportent les Grandes complies, l'Orthros et la Première heure. Un moment majeur des Grandes complies est l'exclamation « Dieu est avec nous » qui ponctue les versets d'Isaïe 8:9-18 prophétisant l'avènement du Royaume de Dieu et 9:2-7 qui prophétisent la naissance du Messie.
Dans le rite byzantin, on ne sert pas de messe de Minuit la nuit de Noël : la Divine Liturgie de la Nativité est célébrée le matin du 25 décembre. Toutefois, certains monastères observent des vigiles longues qui continuent jusqu'à la Divine Liturgie du matin. Lorsque les vigiles nocturnes sont distinctes de la Divine Liturgie, le jeûne continue même après les vigiles, jusqu'à la Divine Liturgie qui suit.

### Les célébrations après la Nativité
Les célébrations d'après-Nativité commencent le 25 décembre. La période jusqu'au 4 janvier (avant-veille de la Théophanie est exempte de jeûne. Toutefois, la veille de la Théophanie (5 janvier) est un jour de jeûne strict (Paramonie).

## Jeûne dans le rite copte orthodoxe
Dans l'Église copte orthodoxe, on observe 43 jours de jeûne : 40 jours comme Moïse a jeûné pour recevoir les Dix Commandement et trois jours de jeûne afin de commémorer le miracle de la montagne volante (montagne de Mukattam, située dans la banlieue du Caire) au commandement de Simon le Tanneur, en l'an 975, sous le règne du caliphe fatimide Al-Muizz li-Dîn Allah.

## Jeûne dans l'Église apostolique arménienne
L'Église apostolique arménienne est la seule à fêter la Nativité le 6 janvier. On y jeûne pour l'Avent à partir du 19 novembre. Le jeûne de la Nativité proprement dit commence le 30 décembre, une semaine avant la fête de la Nativité.